# لورانس رووي
لورانس رووي (8 يناير 1949 بكينغستون في جامايكا - ) (بالإنجليزية: Lawrence Rowe)‏ هو لاعب كريكت جامايكي. شارك مع منتخب الهند الغربية للكريكت ومنتخب جامايكا الوطني للكريكت. أما مع النوادي، فقد لعب مع نادي مقاطعة ديربيشاير للكريكت ‏.

## وصلات خارجية
- لورانس رووي على موقع إي آس بي آن كريك إنفو (الإنجليزية)